# Kutas
Kutas je obec v maďarské župě Somogy. V roce 2011 zde žilo 1 488 obyvatel.